# Boubacar Barry
Pour les articles homonymes, voir Barry.
Ne doit pas être confondu avec Boubacar Barry Copa.
Boubacar Barry (1943-) est un universitaire sénégalais, professeur d'histoire moderne et contemporaine à l'Université Cheikh Anta Diop de Dakar.

## Biographie
Né le 4 mai 1943, Boubacar Barry est à l'origine, en 1988, de la dénomination « École de Dakar », appliquée aux historiens sénégalais qui se sont inscrits dans la mouvance de l'égyptologue Cheikh Anta Diop à partir du milieu des années 1950.

## Écrits
- En collaboration avec Thierno Diallo, Mame Bara M'Backé et Mirjana Trifkovič, Catalogue des Manuscrits de l'IFAN, 1966
- Le royaume du Wâlo du traité de Ngio en 1819 à la conquête en 1855, 1968 (Mémoire de Maîtrise)
- Le royaume du Waalo : le Sénégal avant la Conquête, 1972 (Thèse)
- (en) Relations between central and regional power: the importance of local rebellions in the history of Fuuta Jaaloo in the 19th century, 1976
- Bokar Biro : le dernier grand almamy du Fouta Djallon, 1976
- La Sénégambie du XVe au XIXe siècle : traite négrière, Islam et conquête coloniale, 1988
- En collaboration avec Leonhard Harding (dir.), Colloque international "Commerce et commerçants en Afrique de l'Ouest : l'exemple du Sénégal et de la Côte d'Ivoire", 1992
- Les États-nations face à l'intégration régionale en Afrique de l'Ouest, tome 1, Le cas du Bénin, 2006
- L'exemple sierra léonais de rétablissement de la paix et de l'État de droit, 2007
- Les États-nations face à l'intégration régionale en Afrique de l'Ouest, tome 2, Le cas du Mali, 2007
- Les États-nations face à l'intégration régionale en Afrique de l'Ouest, tome 3, Le cas du Sénégal, 2007
- Les États-nations face à l'intégration régionale en Afrique de l'Ouest, tome 4, Le cas du Niger, 2007